# Natural History
Natural History – debiutancki, studyjny album grupy I Am Kloot, wydany 26 marca 2001 roku.
Pomimo entuzjastycznych recenzji krytyków, płyta uplasowała się poza pierwszą setką (na miejscu 119) w notowaniach UK Albums Chart.
Album został wyprodukowany przez Guya Garveya. Całość nagrano w różnych miejscach (lista poniżej) przy pomocy cyfrowego przenośnego studia nagrań. Na okładce wykorzystano obrazy manchesterskiego artysty, Stacey'ego Mantona – kolegi Andy'ego Hargreavesa (perkusista I Am Kloot) z czasów szkolnych oraz jego byłego współlokatora.
Guy Garvey udzielił się na płycie także wokalnie i instrumentalnie (patrz informacje poniżej). I Am Kloot często podczas koncertów wykonują piosenkę „To You” z jego gościnnym udziałem.
Jesienią 2008 roku, utwór „To You” ukazał się na cover albumie The Silence of Love amerykańskiej grupy Headless Heroes (śpiew: Alela Diane).
Natomiast w 2009, cover utworu „Because” znalazł się w koncertowym repertuarze londyńskiej grupy The Maccabees. Polska publiczność mogła usłyszeć to wykonanie, gdy 23 i 25 listopada 2009, w warszawskiej Stodole i krakowskim Klubie Studio supportowali grupę Editors.
6 lutego 2010, podczas koncertu The Maccabees w Manchester Academy 1 w ramach NME Awards Tour, zespół wykonał tę piosenkę wspólnie z wokalistą grupy I Am Kloot, Johnem Bramwellem.
W wywiadzie z 2007 roku, umieszczonym na dodatku DVD albumu I Am Kloot Play Moolah Rouge, John Bramwell określa płytę Natural History jako najbardziej liryczną i poetycką w dyskografii zespołu.
Album ukazał się nakładem wytwórni We Love You (będącej częścią Wall of Sound) w postaci płyty gramofonowej 12" i płyty CD.
Wydanie gramofonowe doczekało się wznowienia jesienią 2012. W pierwszym kwartale 2013 ukazała się zremasterowana wersja albumu.
Autorem wszystkich piosenek jest John Bramwell.

## Lista utworów
| 1.  | „To You”                                          | 3:16  |
|     |                                                   |       |
| 2.  | „Morning Rain”                                    | 3:21  |
|     |                                                   |       |
| 3.  | „Bigger Wheels”                                   | 3:30  |
|     |                                                   |       |
| 4.  | „No Fear of Falling”                              | 2:10  |
|     |                                                   |       |
| 5.  | „Loch”                                            | 4:33  |
|     |                                                   |       |
| 6.  | „Storm Warning”                                   | 3:59  |
|     |                                                   |       |
| 7.  | „Dark Star”                                       | 2:22  |
|     |                                                   |       |
| 8.  | „Stop”                                            | 3:56  |
|     |                                                   |       |
| 9.  | „Sunlight Hits the Snow”                          | 2:44  |
|     |                                                   |       |
| 10. | „Twist”                                           | 2:57  |
|     |                                                   |       |
| 11. | „86 TV's”                                         | 2:56  |
|     |                                                   |       |
| 12. | „Because”                                         | 7:18  |
|     | „Because” zawiera ukryty utwór pt. „Graffiti”[17] |       |
|     |                                                   | 43:02 |
|     |                                                   |       |
Zremasterowana edycja z 2013 roku zawiera ponadto utwory:„Titanic”, „Over My Shoulder” i „Stand Another Drink (Proof)”.

## Lista utworów (inna kolejność)
| 1.  | „To You”                                          | 3:16  |
|     |                                                   |       |
| 2.  | „Morning Rain”                                    | 3:21  |
|     |                                                   |       |
| 3.  | „Twist”                                           | 2:57  |
|     |                                                   |       |
| 4.  | „86 TV's”                                         | 2:56  |
|     |                                                   |       |
| 5.  | „Bigger Wheels”                                   | 3:30  |
|     |                                                   |       |
| 6.  | „Loch”                                            | 4:33  |
|     |                                                   |       |
| 7.  | „Storm Warning”                                   | 3:59  |
|     |                                                   |       |
| 8.  | „Dark Star”                                       | 2:22  |
|     |                                                   |       |
| 9.  | „Stop”                                            | 3:56  |
|     |                                                   |       |
| 10. | „Sunlight Hits the Snow”                          | 2:44  |
|     |                                                   |       |
| 11. | „No Fear of Falling”                              | 2:10  |
|     |                                                   |       |
| 12. | „Because”                                         | 7:18  |
|     | „Because” zawiera ukryty utwór pt. „Graffiti”[17] |       |
|     |                                                   | 43:02 |
|     |                                                   |       |
Edycja japońska zawiera ponadto utwory: „Over My Shoulder” i „Titanic”.

## Single
(źródła:)
(wyłączając wydania promocyjne)

| tytuł              | wytwórnia        | format, nr katalogowy                  | data i miejsce wydania                                       | lista utworów | notowania            | inne |
| ------------------ | ---------------- | -------------------------------------- | ------------------------------------------------------------ | --- | -------------------- | --- |
| „Titanic”/„To You” | Ugly Man Records | płyta gramofonowa 7", Ugly 16          | 1 listopada 1999 (Manchester) 15 grudnia 1999 (reszta kraju) | „Titanic”/„To You” (podwójna strona A)                                                                                 |                      | Singel wydany w limitowanym nakładzie 1 tys. egzemplarzy. Okładki wykonane z brązowego papieru, z nadrukami naniesionymi „ręcznie” przez Petera i Johna. Istnieje sześć różnych wersji, w zależności od koloru nadruku: niebieska, biała, czerwona, różowa, brązowa i czarna. Autorem ilustracji jest Mark Kennard. |
| „Twist”/„86 TV's”  | Ugly Man Records | czerwona płyta gramofonowa 7", Ugly 17 | 14 lutego 2000 (Manchester) 1 maja 2000 (reszta kraju)       | „Twist”/„86 TV's” (podwójna strona A)                                                                                  |                      | Singel wydany w limitowanym nakładzie. Okładki wykonane z brązowego papieru, z czerwonym nadrukiem. Autorem ilustracji, podobnych do tych z poprzedniego singla, jest Mark Kennard. |
| „Twist”/„86 TV's”  | We Love You      | CDS, AMOUR4D                           | 1 maja 2000 (Wielka Brytania)                                | 1. „Twist” 2. „86 TV's” 3. „86 TV's” (teledysk)                                                                        |                      | Ilustracje podobne do tych z wersji gramofonowej singla. |
| „Dark Star”        | We Love You      | płyta gramofonowa 7", AMOUR9S          | 26 lutego 2001                                               | A. „Dark Star” B. „To You”                                                                                             | UK Singles Chart: 90 | Na okładkach wykorzystano obraz Stacey'ego Mantona Going for Gold (olej na płótnie), przedstawiający starszego mężczyznę śpiącego na ławce w wiacie przystanku przy Moss Lane East, Rusholme w Manchesterze. |
| „Dark Star”        | We Love You      | CDS, AMOUR9D                           | 26 lutego 2001                                               | 1. „Dark Star” 2. „To You” 3. „Titanic”                                                                                | UK Singles Chart: 90 | Na okładkach wykorzystano obraz Stacey'ego Mantona Going for Gold (olej na płótnie), przedstawiający starszego mężczyznę śpiącego na ławce w wiacie przystanku przy Moss Lane East, Rusholme w Manchesterze. |
| „Morning Rain”     | We Love You      | płyta gramofonowa 7", AMOUR11S         | 25 czerwca 2001                                              | A. „Morning Rain” B. „Proof (demo)”                                                                                    | UK Singles Chart: 94 | Na okładkach wykorzystano obraz Stacey'ego Mantona Dentures and Dementia (olej na płótnie), przedstawiający parę staruszków (kobietę i mężczyznę). |
| „Morning Rain”     | We Love You      | CDS, AMOUR11D                          | 25 czerwca 2001                                              | 1. „Morning Rain” 2. „Proof (demo)” 3. „Twist (Live)” (nagranie z koncertu w paryskim La Boule Noire, walentynki 2001) | UK Singles Chart: 94 | Na okładkach wykorzystano obraz Stacey'ego Mantona Dentures and Dementia (olej na płótnie), przedstawiający parę staruszków (kobietę i mężczyznę). |

## Teledyski
- „Morning Rain” – reż. Caswell Coggins, 2001

## Twórcy
(źródło: )
Uwaga: Guy Garvey, Pete Turner, Craig Potter, Mark Potter i Richard Jupp stanowią razem grupę muzyczną Elbow.

### Instrumenty
- John Bramwell – śpiew, gitary, chórki
- Andy Hargreaves – bębny, instrumenty perkusyjne
- Peter Jobson – gitara basowa, gitara slide, chórki

oraz:
- Guy Garvey

– chórki, instrumenty perkusyjne, harmonijka ustna, efekty dźwiękowe
– guacamole w utworze „Because” (sic!)
- Pete Turner, Craig Potter, Mark Potter, Richard Jupp – kieliszki w utworze „Because”

### Produkcja
- Guy Garvey – produkcja, inżynieria
- Peter Troughton, Craig Potter, Mark Potter – inżynieria
- Laurie Bebb, Jemina Cox – dodatkowa inżynieria

### Mastering i miksowanie
- Guy Davie – mastering (w The Exchange)
- Guy Garvey – miksowanie (w Studio Studio, oprócz „To You”, „86 TV's” i „Twist” zmiksowanych w The Elbow Rooms)
- Peter Troughton – dodatkowe miksowanie

### Oprawa graficzna
- Stacey Manton – obrazy wykorzystane na okładce albumu:
  - przód okładki: Geezers (olej na płótnie) przedstawiający trzech mężczyzn siedzących na ławce przy Burton Rd., West Didsbury w Manchesterze[23], w „towarzystwie” puszek piwa Special Brew
  - tył okładki: Three Ladies (olej na płótnie) przedstawiający trzy starsze kobiety siedzące na ławce przy Wilbram Rd., Chorlton w Manchesterze[23]

## Miejsca nagrań
(źródło:)
- Studio Studio, Rochdale
- The Elbow Rooms, Manchester
- The Big House, Manchester
- Isle of Mull, Szkocja